# Juillet 1797

## Événements
- 3 juillet : à l’Institut de France, Talleyrand reprend un projet de Choiseul réclamant la cession de l’Égypte à la France[1]. Il s’agit de rouvrir la route des Indes pour rejoindre l’allié Tippoo-Sahib, sultan de Mysore.

- 22 - 25 juillet : victoire espagnole sur la marine britannique à la bataille de Santa Cruz de Ténérife[2].

- 23 juillet, France : le renouvellement de l'interdiction des clubs n'a aucun effet. Les Directeurs, républicains modérés, entrent en conflit avec les Conseils. Le pouvoir est paralysé. Les Directeurs s'assurent le concours de l'armée (Hoche et Augereau, envoyé par Bonaparte).
  - Talleyrand est nommé ministre des Relations extérieures (fin en juillet 1799).

## Naissances
- 14 juillet : James Scott Bowerbank (mort en 1877), naturaliste, géologue et paléontologue britannique.
- 20 juillet : Paweł Edmund Strzelecki, explorateur et géologue polonais († 6 octobre 1873).
- 26 juillet : William Hutton (mort en 1860), géologue et paléontologue britannique.

## Décès
- 9 juillet : Edmund Burke, homme politique et théoricien conservateur britannique (1729-1797).
- 12 juillet : Pierre Daillé, horloger français (né en 1741).
- 18 juillet : Jean-Bernard Restout, peintre français (° 22 février 1732).
- 21 juillet : Bertrand Pelletier (né en 1761), pharmacien et chimiste français.